# Щитоголовые квакши
Щитоголовые квакши (лат. Corythomantis ) — небольшой род бесхвостых земноводных из семейства квакш, эндемичный для северо-восточной Бразилии. Долгое время род был монотипическим, пока в 2012 году не был описан второй вид.

## Классификация
На январь 2023 года в род включают 2 вида:
- Corythomantis galeata Pombal, Menezes, Fontes, Nunes, Rocha & Van Sluys, 2012
- Corythomantis greeningi Boulenger, 1896 — Щитоголовая квакша